# Мишель Сюбор
Мишель Сюбор (фр. Michel Subor, при рождении фр. Mischa Subotzki, 2 февраля 1935, Париж, Франция — 17 января 2022) — французский актёр.
Родился под именем Миша Субоцки во Франции в 1935 году, в русской семье эмигрировавшей из Советского Союза. Его отец был инженером в Москве, мать родилась в Азербайджане.
Стал известен после роли любовника героини Брижит Бардо в фильме «Отпустив поводья / Пожалуйста, не сейчас» (1960 год). Исполнил главную роль в фильме Жан-Люк Годара «Маленький солдат».
Сыграл в нескольких американских фильмах в конце 1960-х годов, среди прочих в фильме «Топаз» Альфреда Хичкока. В триллере он играет журналиста Франсуа Пикара, мужа дочери агента (Клод Жад), который находится в опасности.

## Фильмография
- 1959 — Мой приятель цыган — Бруно Питтуити
- 1960 — Отпустив поводья[англ.] — Ален Варнье
- 1963 — Маленький солдат — Бруно Форестье
- 1965 — Пиковая дама — Герман
- 1965 — Что нового, кошечка? — Филипп
- 1969 — Топаз — Франсуа Пикар
- 1973 — День Шакала — террорист ОАС в авто
- 1976 — Доктор Франсуаза Гайян — Режи Кабре
- 1984 — Стресс — комиссар полиции
- 1988 — Lance et compte II (сериал) — Анатолий Добрин
- 1989 — Французская революция — Вадье
- 1991 — Нестор Бурма — Барнье-Дешамбр
- 1999 — Красивая работа — командор Бруно Форестье
- 2000 — Белый материал — Анри Виаль
- 2004 — Незваный гость — Луи Требор
- 2013 — Славные ублюдки — Эдуард Лапорт
- 2018 — Aux animaux la guerre (сериал) — Пьер Дюро